# Chlorophorus kanoi
Chlorophorus kanoi là một loài bọ cánh cứng trong họ Cerambycidae.